# アンナ＝マリア・グラダンテ
アンナ＝マリア・グラダンテ（Anna-Maria Gradante  1976年12月26日- ）は、ドイツのノルトライン＝ヴェストファーレン州・ウェルメルスカーシェン出身の柔道選手。階級は48kg級。身長154cm。父親はシチリア系。

## 人物
1997年のヨーロッパ選手権では2位となった。1999年の世界選手権では3回戦でキューバのアマリリス・サボンに敗れたが、敗者復活戦を勝ち上がり3位となった。翌年の2000年シドニーオリンピックでは準決勝でロシアのリュボフ・ブルレトワに腕緘で敗れたものの、3位決定戦で中国の趙順心を小内刈で破って銅メダルを獲得した。2004年アテネオリンピックには出場できなかった。

## 主な戦績
- 1994年 - 世界ジュニア　7位
- 1994年 - ヨーロッパジュニア　2位
- 1996年 - イギリス国際　3位
- 1997年 - オランダ国際　3位
- 1997年 - ヨーロッパ選手権　2位
- 1998年 - オランダ国際　2位
- 1998年 - イギリス国際　3位
- 1999年 - 世界選手権　3位
- 2000年 - シドニーオリンピック　3位
- 2002年 - ドイツ国際　3位
- 2004年 - イギリス国際　3位